# Dạ Quỳnh
Dạ Quỳnh hay còn gọi quỳnh trắng (danh pháp khoa học: Epiphyllum oxypetalum) là một loài thực vật có hoa trong Họ Xương rồng. Loài này được (DC.) Haw. mô tả khoa học đầu tiên năm 1829.

## Miêu tả
Hoa dạ quỳnh nở rất hiếm và chỉ vào nửa đêm và tàn khi trời sáng. Hoa mọc trên thân dẹt, chiều dài hoa có thể lên tới 30 cm và chiều rộng lên đến 17 cm, tỏa mùi rất thơm. Thành phần chính trong mùi thơm là benzyl salicylate và methyl linoleate. Các lá bắc ngắn và nhọn, dài khoảng 10 mm. Đế hoa dài tới 20 cm, dày 1 cm, màu nâu nhạt và cong. Cánh đài ngoài hình tuyến, nhọn, dài 8–10 cm và có màu từ hơi đỏ đến hổ phách. Cánh đài trong có màu trắng, thuôn dài, nhọn, dài tới 8–10 cm và rộng 2,5 cm. Nhị hoa có màu trắng xanh hoặc trắng, mảnh và yếu. Vòi nhụy có màu trắng lục, vàng nhạt hoặc trắng, dày 4 mm, dài bằng cánh đài trong và có nhiều thùy.
Quả có hình thuôn dài, kích thước 12 x 8 cm, màu đỏ tía và có góc cạnh.

## Hình ảnh

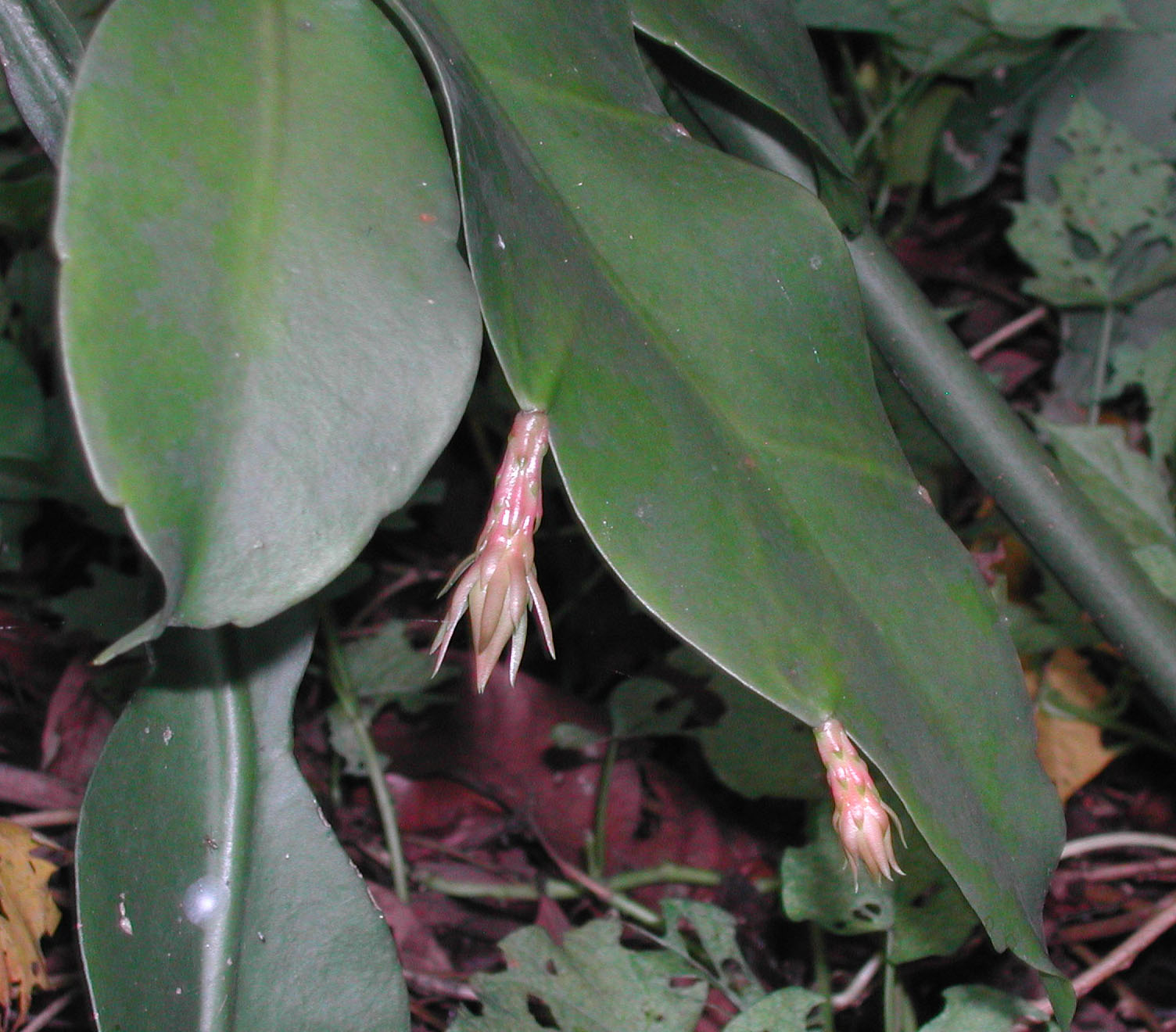
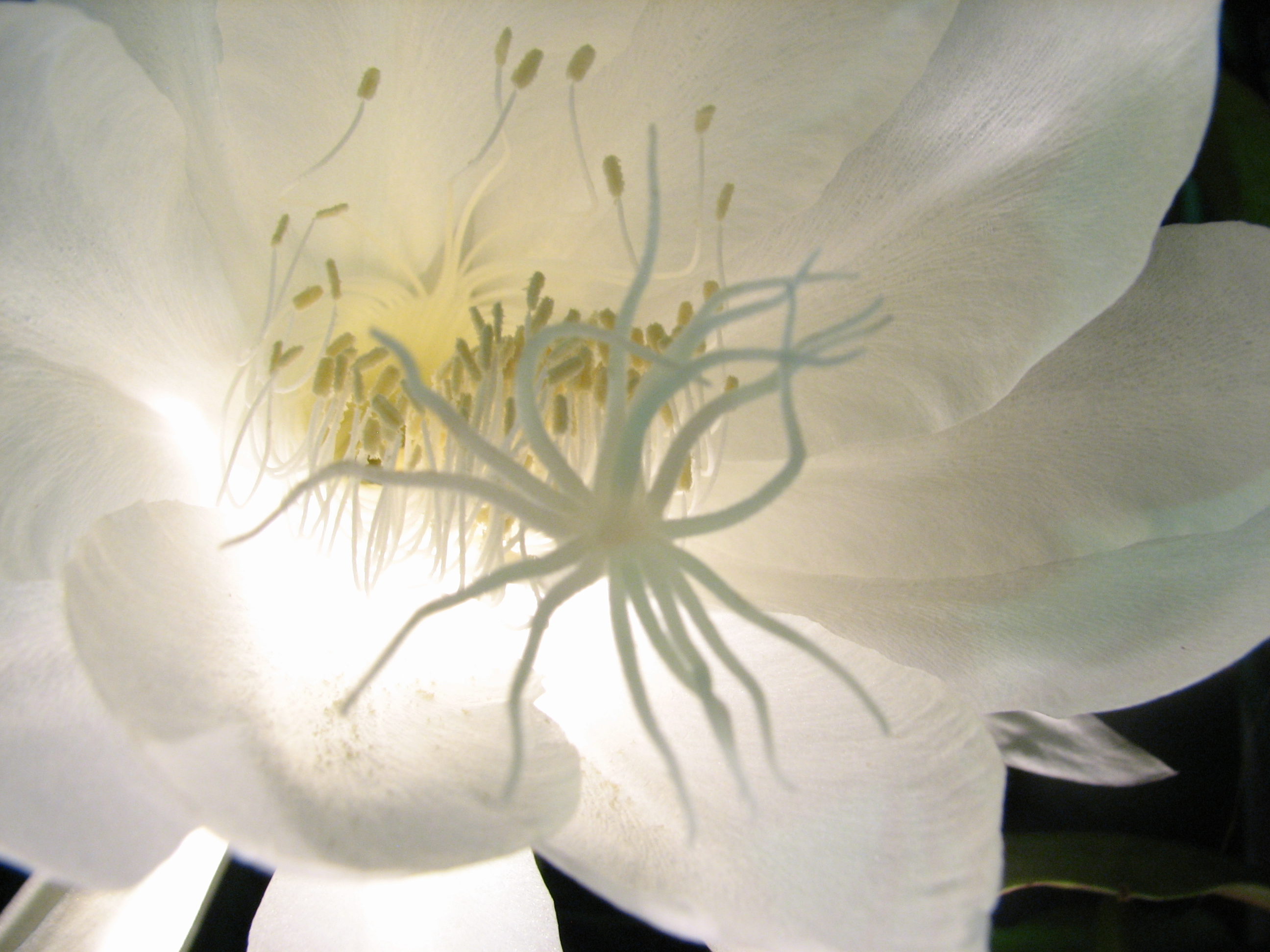
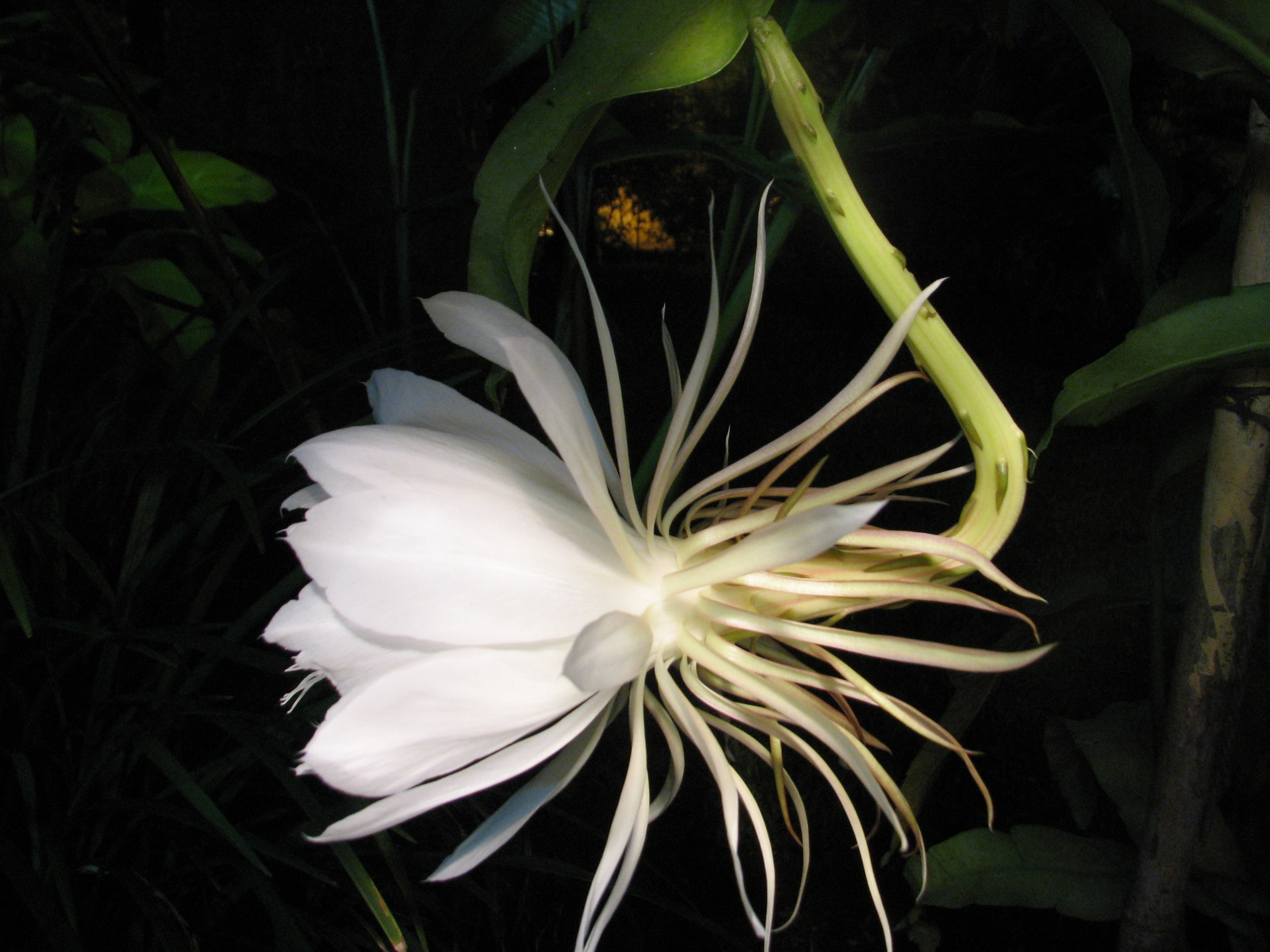